# 나이퀴스트율
나이퀴스트율(Nyquist rate) 또는 나이퀴스트 속도는 해리 나이퀴스트의 이름을 따온 것으로, 최고 진동수의 두배인 진동수이며, 정해진 신호을 에일리어싱 없이 샘플링하는 가장 느린 샘플링 속도이다.

## 같이 보기
- 나이퀴스트 진동수
- 표본화 정리
- 표본화